# مديرية المتون

تعديل مصدري - تعديل

مديرية المتون إحدى مديريات محافظة الجوف في اليمن. بلغ عدد سكانها 28411 نسمة عام 2004.